# Chrysolina herbacea
Espèce
Chrysolina herbacea, la chrysomèle de la menthe, est une espèce d'insectes coléoptères de la famille des Chrysomelidae.
Elle est également décrite sous les noms d’Oreina menthastri et Chrysomela menthastri par Eduard Suffrian en 1851.
Elle vit en Europe, dans le Caucase, en Turquie et dans l'ouest de l'Asie centrale.

## Description
Chrysolina herbacea a une longueur de sept à onze millimètres.
Le corps entier, y compris les pattes, présente généralement une couleur vert-or métallique, d'où le nom de chrysomèle, du grec chrysos (or) et mèlos (membre, articulation). Cette couleur peut parfois aller du bronze au rouge. Le dessous du corps est plus sombre, mais toujours avec un aspect métallique. La carapace est constellée de petits points en creux. La couleur de la femelle peut varier de vert avec des reflets cuivrés à un gris violacé ou noir, en passant par le bleu. La tête est fréquemment cachée sous le prothorax, et seules dépassent les antennes, composées de neuf segments filiformes.
Les femelles sont légèrement plus grandes que les mâles, mais il est difficile de faire la distinction entre les sexes, sauf lors de l'accouplement où le mâle monte sur la femelle.

## Environnement
Chrysolina herbacea vit surtout sur des feuilles de menthe, notamment la menthe odorante, la menthe aquatique, la menthe verticillée et la menthe sylvestre, parfois aussi sur Lycopus europaeus et d'autres Labiées, que ce soit durant sa période larvaire, son stade nymphal ou sa vie d'adulte. Elle en mange les tiges et les feuilles, et parfois les fleurs. Elle aime les lieux humides et ensoleillés, par exemple le  long du littoral, comme la plante dont elle se nourrit. En particulier, la menthe odorante supportant mieux la sécheresse et le soleil que les autres.
Comme d'habitude dans la sous-famille des Chrysomelinae, la biologie des larves est identique à celle de l'adulte. Ce coléoptère peut être vu de mai à septembre.

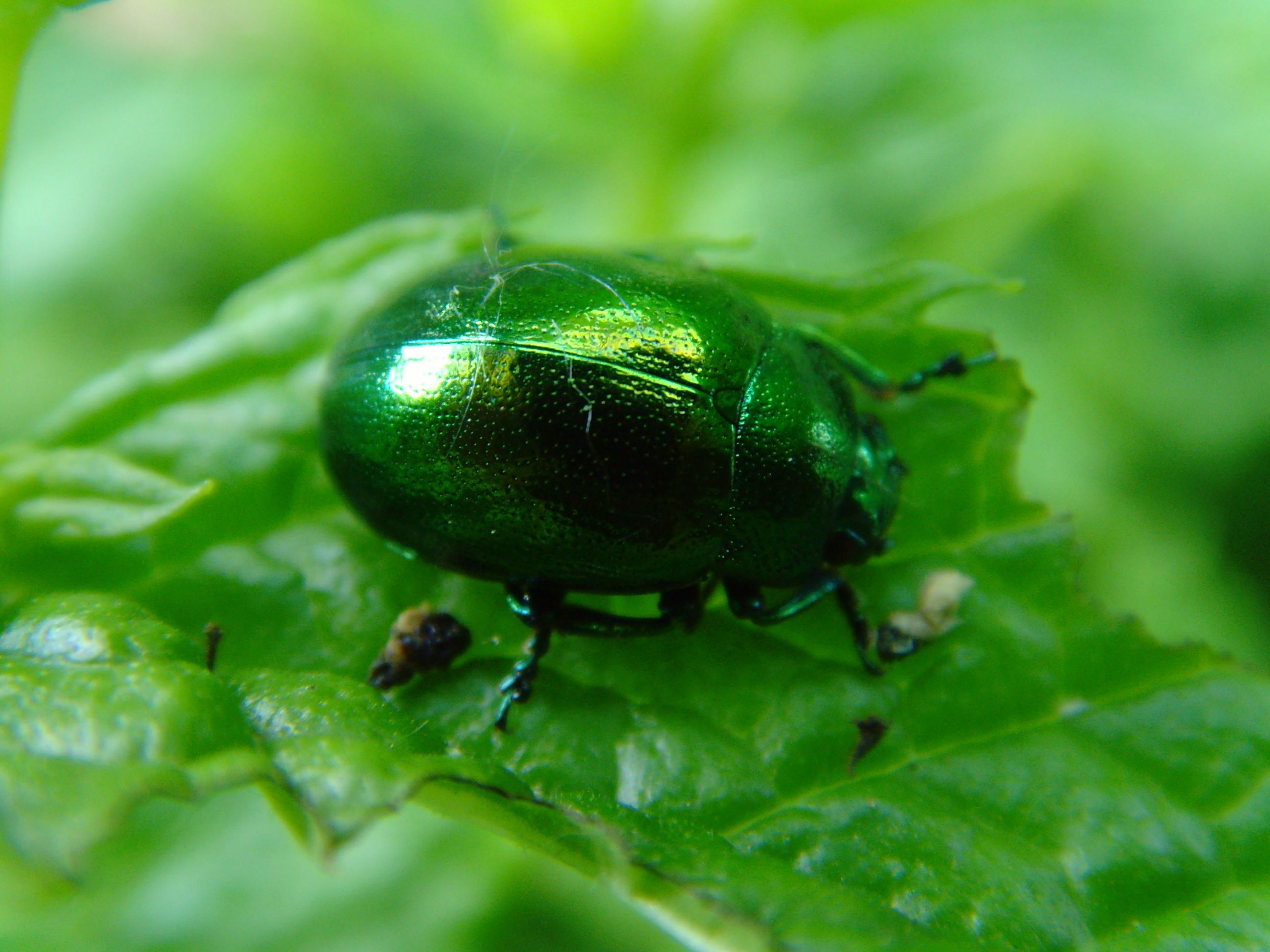
Une chrysomèle de la menthe de couleur verte. On voit bien les petits points en creux sur la carapace.
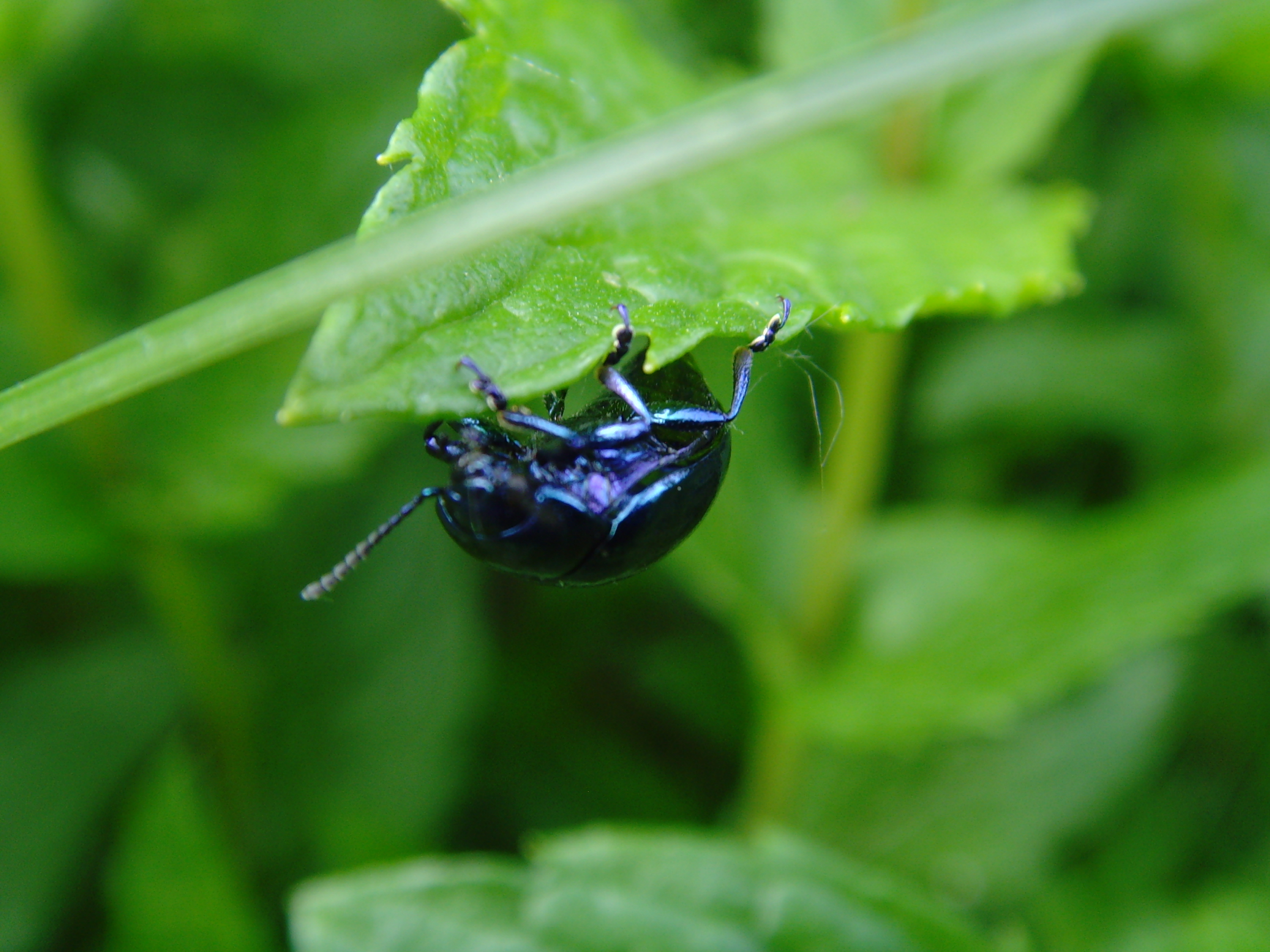
Individu de couleur bleue.
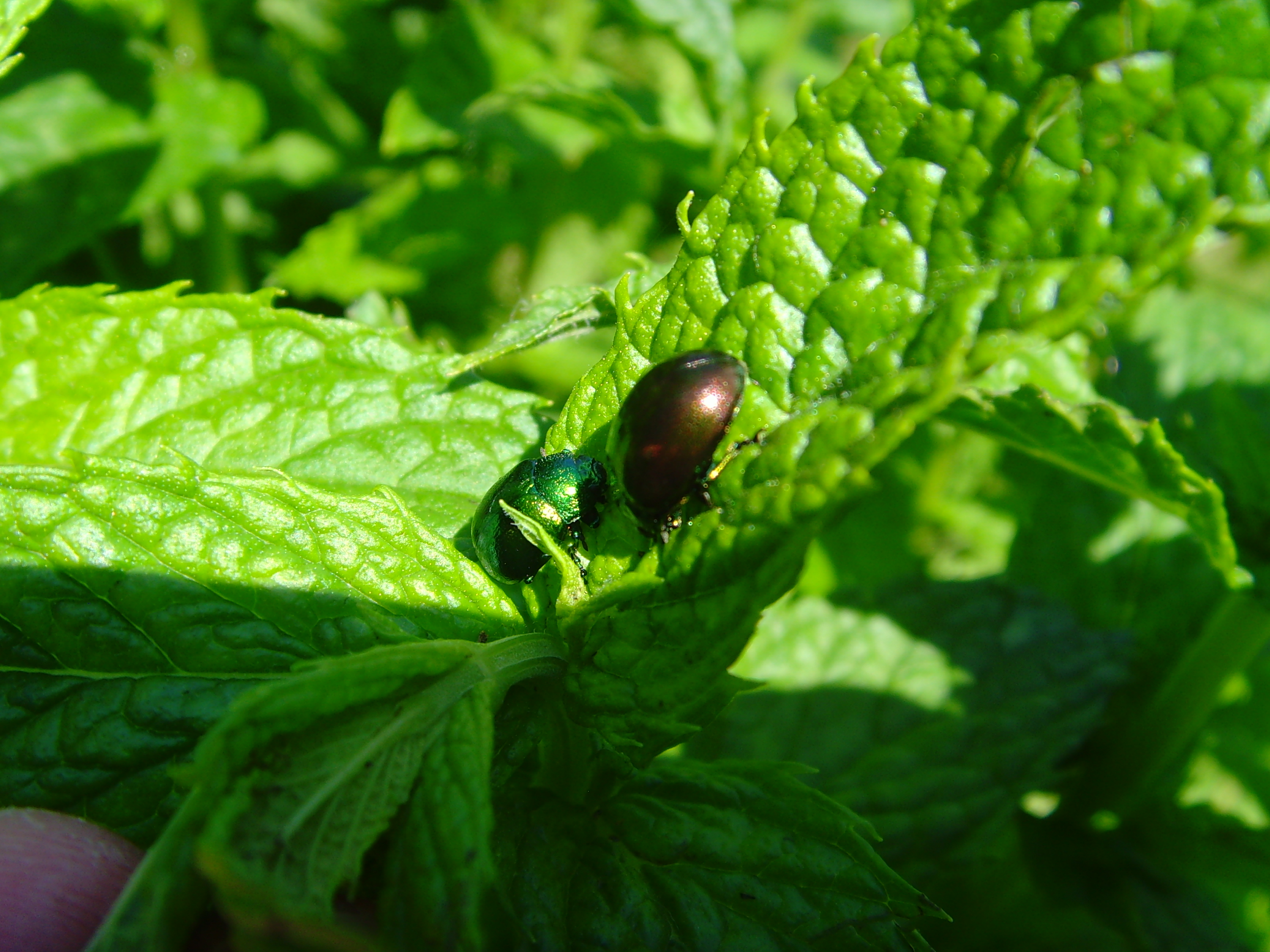
Individus de couleurs bronze et verte.
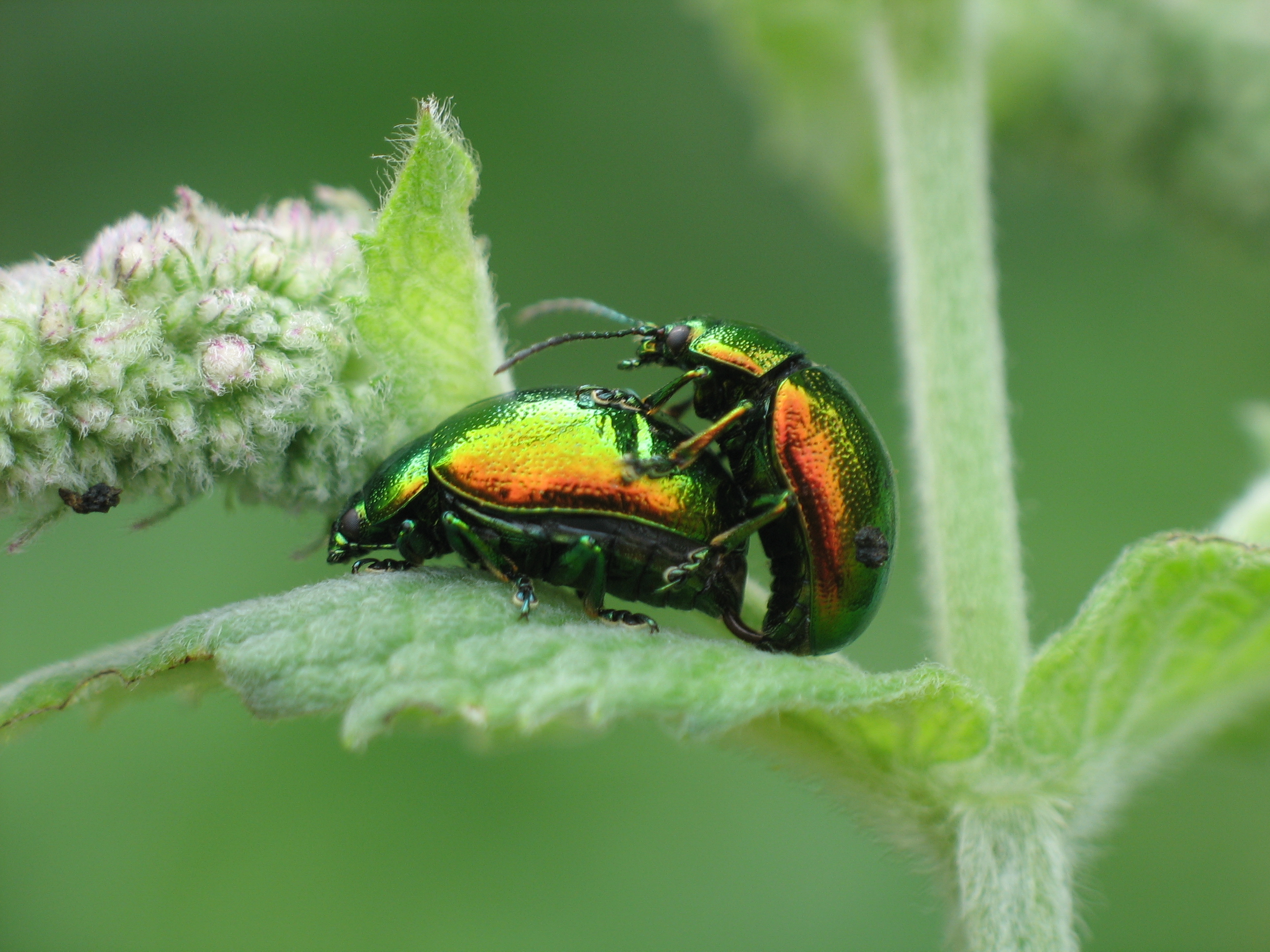
Accouplement de chrysomèles de la menthe. Le mâle est sur la femelle.
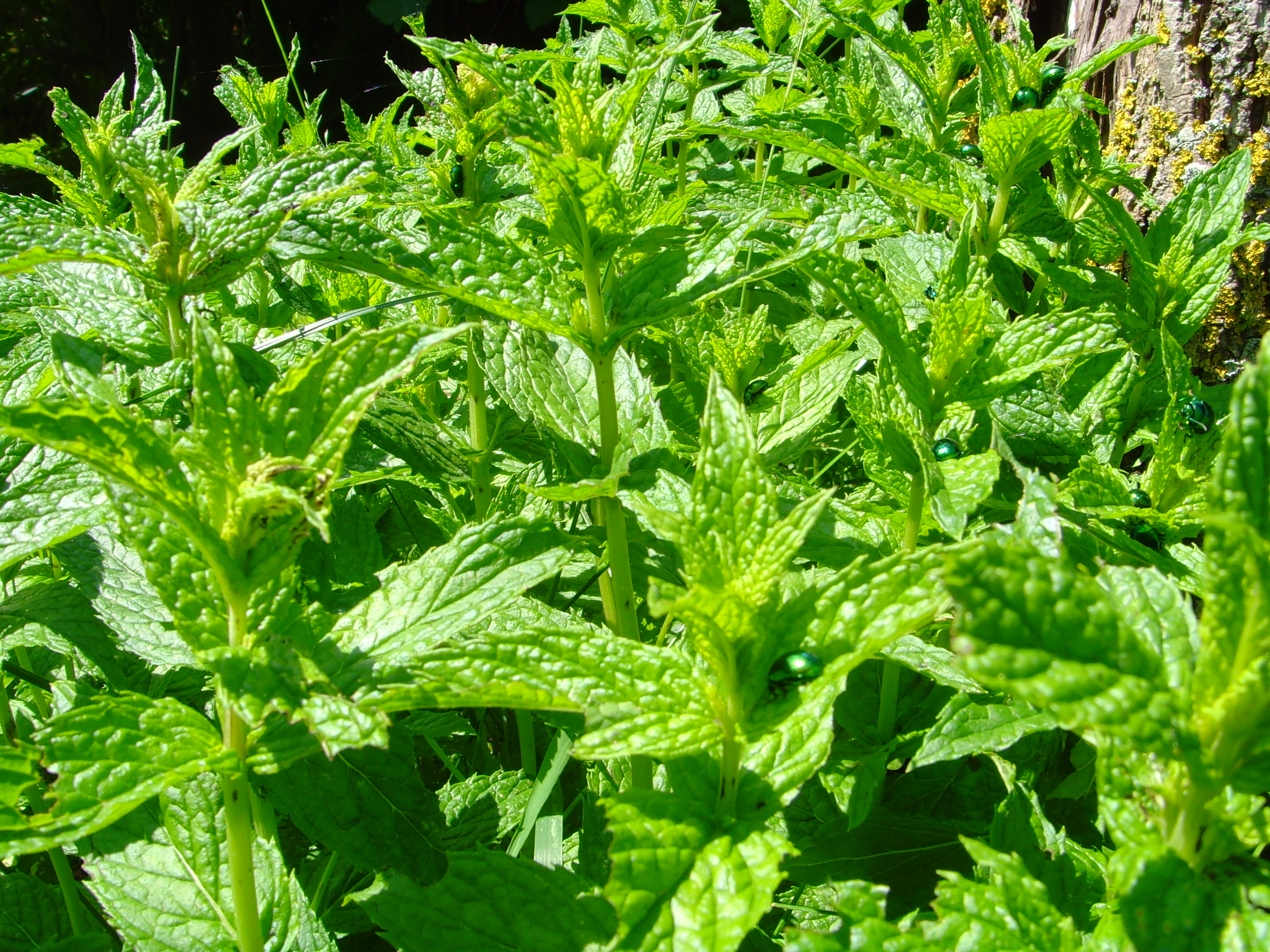
Colonie de chrysomèles.